# Liviu Marșavina
Liviu Marșavina (n. 23 septembrie 1964, Anina, România) este un inginer român, membru corespondent al Academiei Române din 2018.

## Biografie și educație
S-a născut la 23 septembrie 1963 în orașul Anina din județul Caraș-Severin. A studiat la Liceul de Matematică-Fizică din Reșița (1970-1982). Studiile universitare de nivel licență le-a parcurs în cadrul Institutului Politehnic „Traian Vuia” din Timișoara (1983-1988) cu specializarea în Tehnologia Construcțiilor de Mașini. Din 1990, pe parcursul a 8 ani, a urmat cursuri doctorale. În anul 1988 a devenit doctor inginer în domeniul ingineriei mecanice în cadrul Universității Politehnice din Timișoara cu teza: Metode numerice de calcul al parametrilor de mecanica ruperii. Între anii 1993-1994 a absolvit un curs postuniversitar în domeniul tensometriei în cadrul Universității Politehnice din București. În completarea studiilor sale a absolvit un stagiu postdoctoral (februarie-august 2000) la Universitatea din Loughborough din Marea Britanie.

## Carieră
- Preparator universitar al Catedrei de Rezistența Metalelor din cadrul Universității Politehnice din Timișoara (1990-1991);
- Asistent universitar (1991-1995);
- Șef lucrări (1995-1999);
- Conferențiar universitar (1999-2006);
- Profesor universitar (2006- );
- Prorector (2020- ).[2]

A fost implicat în activitatea de cercetare științifică europeană după anul 2001 și a activat în cadrul mai multor proiecte desfășurate în universitățile din străinătate. Devine în intervalul ianuarie 2007 și august 2008 cercetător angajat la Lublin University of Tehnology din Polonia în programul: Transfer of Knowledge MARIE-CURIE- FP6. Totodată, devine referent științific al mai multor jurnale internaționale cotate WoS: 
- Journal of Sound and Vibration, Elsevier, din 2006;
- Computational Material Science, Elsevier, din 2006;
- Construction and Building Materials, Elsevier, din 2007;
- International Journal of Fracture, Springer, din 2008;
- International Journal of Solids and Structures, Elsevier, din 2009;
- Mechanical of Advanced Materials and Structures, Taylor and Francis Group, din 2009;
- Engineering Fracture Mechanics, Elsevier, din 2010[3].

## Operă
A publicat numeroase  cărți, capitole și articole la edituri naționale și internaționale, în reviste din țară și străinătate:
- Marșavina L., Metode numerice în mecanica ruperii, Timișoara, Editura Mirton, 1998.
- Babeu T., Dumitru I., Marșavina L., Babeu S., Olariu M., Analize și încercări de rezistență pentru evaluarea duratei de viață a utilajelor grele, Timișoara, Editura Mirton, 1998.
- Dumitru I., Marșavina L., Introducere în mecanica ruperii, Timișoara, Editura Mirton, 2001.
- Ghita E., Marșavina L., Fotoelasticimetria. Metodă modernă în analiza experimentală a tensiunilor, Timișoara, Editura Eurostampa, 2002.
- Marșavina L., Metode experimentale de determinare a tenacității la rupere, Timișoara, Editura Politehnica, 2006.
- Negru R., Marșavina L., Metode moderne de evaluare a integrității și durabilității, Timișoara, Editura Politehnica, 2019.
- Linul E., Marșavina L., Vălean C., Comportamentul la repere al spumelor polieuretanice, Timișoara, Editura Politehnica, 2019.[3]

## Contribuții științifice
Liviu Marșavina a realizat unele contribuții științifice în mai multe domenii de interes: rezistența și încercarea materialelor, mecanica ruperii materialelor și analiza numerică și experimentală a tensiunilor și deformațiilor. Printre realizările cele mai importante este metodologia implementată la Rolls Royce care are la bază analiza termoelastică a tensiunilor: Experimental Mechanics, vol. 44(2004), nr. 5, p. 487-494.

## Membru în societăți și organizații naționale și internaționale
- Asociația Române de Mecanica Ruperii, 1996 și vicepreședinte din anul 2006;
- Asociația Române de Tensometrie, 1998;
- Asociația Generală a Inginerilor din România
- European Structural Integrity Society, 2006; Co-Chair al TC13: Education and Training, Vice-President, 2018;
- European Research Associates, 2010;
- Reprezentantul României la International Congress on Fracture, 2006[1][2]

## Premii
- Premiul AGIR 1997 în Domeniul Inginerie Metalurgică;
- Diplomă de Excelență din partea A.G.I.R. cu ocazia Ziua Inginerului – 2016;
- Top Reviewer Award acordat de jurnalul Fatigue and Fracture of Engineering Materials and Structures în anul 2016;
- Honorary Member al Italian Group of Fracture din 2020.